# ビントゥアン省
ビントゥアン省（ベトナム語：Tỉnh Bình Thuận / 省平順  発音）は、ベトナムのかつての省（地方自治体）。省都はファンティエット市。南東部に位置する。東は南シナ海と接している。
2025年、ダクノン省と共にラムドン省に統合された。

## 隣接行政区画
- バリア＝ブンタウ省
- ドンナイ省
- ラムドン省
- ニントゥアン省

## 行政区画
1市1市社8県で構成される。

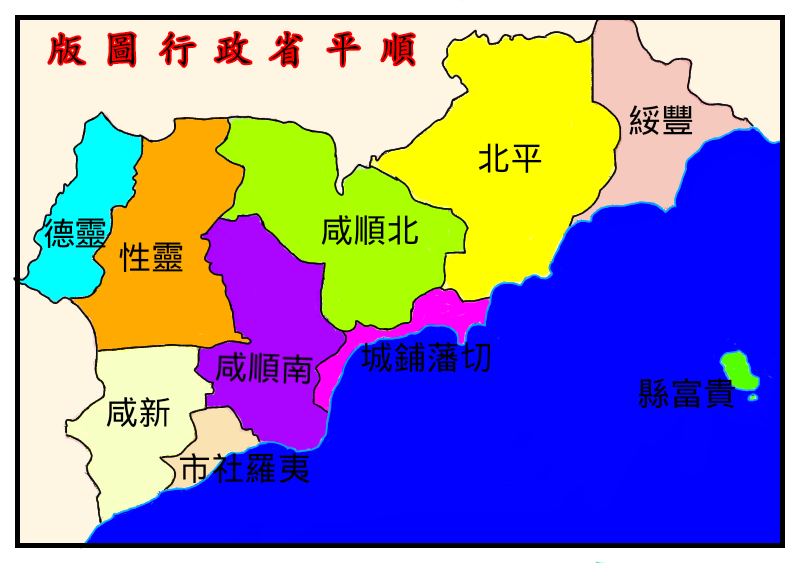
地図

- ファンティエット市（Phan Thiết / 潘切）
- ラジー市社（La Gi / 羅夷）
- トゥイフォン県（Tuy Phong / 綏豐）
- バクビン県（Bắc Bình / 北平）
- ハムトゥアンバク県（Hàm Thuận Bắc / 咸順北）
- ハムトゥアンナム県（Hàm Thuận Nam / 咸順南）
- タインリン県（Tánh Linh / 性靈）
- ハムタン県（Hàm Tân / 咸新）
- ドゥクリン県（Đức Linh / 德靈）
- フークイ県（Phú Quý / 富貴）：島嶼県